# Turmbau zu Babel (Bruegel)
Der Turmbau zu Babel ist der Titel mehrerer Gemälde von Pieter Bruegel dem Älteren. Dargestellt wird das im Ersten Buch Mose (Gen 11,1–9 ) geschilderte Unternehmen der Menschen, einen Turm zu bauen, „dessen Spitze bis an den Himmel reiche“ (siehe Turmbau zu Babel). Bruegel hat mindestens zwei Versionen dieses Themas gemalt.

## Wiener Version
Die bekannteste der beiden Versionen, der sogenannte „Große Turmbau“, entstand 1563 und ist im Kunsthistorischen Museum in Wien ausgestellt.

### Darstellung
Bruegel hat eine Darstellungsweise gewählt, wie sie in der europäischen Kunstgeschichte typisch für diese Bibelerzählung ist. Gezeigt wird das ungeheure Ausmaß des Bauwerkes, der Aufwand an Arbeitskraft und die verwendete Bautechnik.
Durch Bruegels Besuch von Rom im Jahr 1553 ist seine Darstellung offensichtlich vom Kolosseum beeinflusst. Die vorgelagerten Säulen, die horizontale Gliederung des Bauwerkes, die doppelte Arkadenstellung der Umgänge sowie die doppelgeschossige Wandgliederung lassen darauf schließen, dass er in diesem Bau der Römer sein Vorbild für den Turm zu Babel fand. Sieben Stockwerke sind bereits errichtet, das achte Stockwerk befindet sich im Bau. Auf der Rampe, die das Bauwerk umzieht, befinden sich Bauhütten, Kräne, Hebewerke mit Tritträdern, wie sie zu Lebzeiten Bruegels verwendet wurden, sowie Leitern und Gerüste.
Die das Bauwerk umgebende Landschaft ist offensichtlich von der flandrischen Landschaft geprägt. Erkennbar sind in der Ferne Meer und Gebirge. Die von Mauern umgebene Stadt, die an Antwerpen erinnert, liegt hinter dem Turm. Ihr Hafen ist voller Schiffe.
Die meisten der auf dem Gemälde dargestellten Menschen sind winzig. Es sind vor allem Handwerker und Steinmetze, die emsig mit der Errichtung des Bauwerks beschäftigt sind. Wesentlich größer als diese ist der Bauherr, König Nimrod mit seinem Gefolge. Der Kotau, den die Steinmetze vor ihm vollziehen, weist auf die orientalischen Wurzeln der Geschichte hin.

### Interpretation
Das Gemälde gilt als Hinweis auf die Vergänglichkeit alles Irdischen und der Vergeblichkeit allen menschlichen Strebens, es Gott als Schöpfer gleichzutun. Zwar scheint der Bau zu gelingen, aber er neigt sich leicht zur Stadt hin. Wenig deutet darauf hin, dass dieses Bauwerk von Dauer ist. Das Scheitern kündigt sich bereits an.

## Rotterdamer Version
Ebenfalls auf 1563 datiert die Version, die im Museum Boijmans Van Beuningen in Rotterdam zu sehen ist, der sogenannte „Kleine Turmbau“.
Das Gemälde wählt einen größeren Maßstab als die Wiener Version, die abgebildeten Menschen sind kaum mehr zu erkennen. In seiner Grundstimmung wirkt es durch die Farbgebung und die Wetterverhältnisse bedrohlicher.

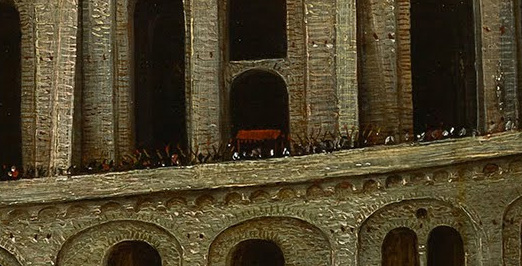
Die Prozession

Während mit dem Wiener Bild der Vorwurf der Hybris die weltliche Macht in Gestalt des Königs Nimrod trifft, richtet er sich mit der Rotterdamer Version gegen die römisch-katholische Kirche: Ziemlich genau in der geometrischen Mitte des Gemäldes befindet sich eine Prozession mit rotem Baldachin, die die Windungen des Bauwerks hinauf schreitet.

## Weitere Versionen
Möglicherweise existierten weitere Versionen des Gemäldes, die heute nicht mehr erhalten sind. So wird etwa in einer Bürgschaftsliste des Antwerpener Kaufmanns Niclaes Jonghelinck von 1565 ein Bruegel-Bild mit dem Titel „Turmbau zu Babel“ erwähnt, ohne dass dieses als eines der beiden genannten identifiziert werden könnte.
Eine weitere eher kleinformatige Version (75,5 cm × 105 cm, Öl auf Eichenholz) befindet sich in der Gemäldegalerie Alte Meister zu Dresden, diese stammt jedoch von dem Maler Marten van Valckenborch (1535–1612).

## Spätere Übernahmen
Auf Grund der besonderen Ähnlichkeit ist anzunehmen, dass die Gestaltung von Minas Tirith im Film Herr der Ringe auf eine Inspiration durch dieses Gemälde zurückgeht.